# Himno de Toledo

Escudo de la ciudad, mencionado en la obra.

## Historia del Himno
El himno de la ciudad española de Toledo recibe el nombre de "Himno a Toledo", fue compuesto por el director de orquesta Emilio Cebrián Ruiz y su letra fue escrita por Federico Mendizábal y García Lavín. 
El "Himno a Toledo" fue estrenado el día 6 de abril de 1934, en tiempos de la Segunda República española.

## Letra

###### ¡Levantad los corazones
que nacimos castellanos;
por más gloria, toledanos
bajo el éxtasis del sol!
¡Coronemos a Toledo
con laureles de victoria;
que en el templo de la historia
fue el espíritu español.
_
Cuando brilló
tu noche de ofrenda,
te iluminó
la maga leyenda;
¡Salve, ciudad;
que el arte y la gloria,
bajo la cruz
son rosas de luz!
Hizo tu sol
un temple de acero;
y águilas fue
tu escudo altanero.
En imperial
grandeza tu alcázar
supo elevar a España
un altar.
¡Gloriosa Toledo
de las artes tesoro:
tu nombre de oro
es nimbo universal!
¡Gloriosa Toledo
del Greco y de Cervantes:
tres razas gigantes
te hicieron inmortal!